# Kanton Châteaulin
Der Kanton Châteaulin war bis 2015 ein französischer Wahlkreis im Arrondissement Châteaulin, im Département Finistère und in der Region Bretagne; sein Hauptort war Châteaulin.  

## Gemeinden
Der Kanton umfasste 14 Gemeinden:
| Gemeinde        | Bretonisch      | Einwohner (2022) | Fläche (km²) | Code postal | Code Insee |
| --------------- | --------------- | ---------------- | ------------ | ----------- | ---------- |
| Cast            | Kast            | 1.557            | 37.66        | 29150       | 29025      |
| Châteaulin      | Kastellin       | 5.106            | 20.81        | 29150       | 29026      |
| Dinéault        | Dineol          | 1.858            | 45.96        | 29150       | 29044      |
| Kerlaz          | Kerlaz          | 798              | 11.45        | 29100       | 29090      |
| Locronan        | Lokorn          | 806              | 8.08         | 29180       | 29134      |
| Ploéven         | Ploeven         | 534              | 13.11        | 29550       | 29166      |
| Plomodiern      | Ploudiern       | 2.254            | 46.74        | 29550       | 29172      |
| Plonévez-Porzay | Plonevez-Porzhe | 1.783            | 29.23        | 29550       | 29176      |
| Port-Launay     | Meilh-ar-Wern   | 396              | 2.00         | 29150       | 29222      |
| Quéménéven      | Kemeneven       | 1.116            | 28.21        | 29180       | 29229      |
| Saint-Coulitz   | Sant-Kouled     | 471              | 11.22        | 29150       | 29243      |
| Saint-Nic       | Sant-Vig        | 756              | 18.03        | 29550       | 29256      |
| Saint-Ségal     | Sant-Segal      | 1.183            | 16.20        | 29590       | 29263      |
| Trégarvan       | Tregarvan       | 127              | 9.68         | 29560       | 29289      |
| Kanton          | Kastellin       | 18.551           | 298.38       | -           | 2908       |

## Bevölkerungsentwicklung
| 1962   | 1968   | 1975   | 1982   | 1990   | 1999   | 2006   | 2012   |
| ------ | ------ | ------ | ------ | ------ | ------ | ------ | ------ |
| 17.604 | 16.787 | 16.709 | 17.631 | 17.196 | 17.284 | 18.252 | 18.551 |